# Die for You (The Weeknd)
Die for You è un singolo del cantante canadese The Weeknd, pubblicato il 19 settembre 2017 come settimo estratto dal terzo album in studio Starboy.

## Promozione
Passato in radio per la prima volta in radio urban e urban AC nell'agosto 2017, il singolo è entrato ufficialmente in rotazione radiofonica partire dal 19 settembre dello stesso anno, data in cui è stato commercializzato anche per il download digitale.
Il 24 febbraio 2023, a seguito del successo ottenuto dal singolo a partire dal 2021 grazie alla piattaforma social di TikTok, è stata messa in commercio dal cantante una versione remix con la partecipazione di Ariana Grande.

## Video musicale
Il video, diretto da Christian Breslauer, è stato reso disponibile a sorpresa il 25 novembre 2021 in concomitanza con il quinto anniversario dalla pubblicazione dell'album di provenienza. Rappresenta un omaggio alla serie televisiva Stranger Things e al film E.T. l'extra-terrestre (1982).

## Tracce
Testi e musiche di Abel "The Weeknd" Tesfaye, Martin McKinney, Prince 85, Dylan Wiggins, Magnus August Høiberg e William Thomas Walsh.
Download digitale
1. Die for You – 4:20
2. Die for You (Instrumental) – 4:19
3. Die for You (Video) – 4:40

Download digitale – remix (1ª versione)
1. Die for You Remix (con Ariana Grande) – 3:52

Download digitale – remix (2ª versione)
1. Die for You Remix (con Ariana Grande) – 3:52
2. Die for You – 4:20
3. Die for You (Instrumental) – 4:19
4. Die for You (Sped Up) – 3:43

Download digitale – Acapella
1. Die for You Remix (Acapella) (con Ariana Grande) – 3:51

## Formazione
- Abel "The Weeknd" Tesfaye – voce, produzione
- Doc McKinney – produzione, ingegneria del suono
- Cirkut – produzione, ingegneria del suono
- Cashmere Cat – coproduzione
- Prince 85 – coproduzione
- Dylan Wiggins – synth bass
- Simon Christenson – chitarra aggiuntiva
- Josh Smith – ingegneria del suono
- Șerban Ghenea – missaggio
- John Hanes – assistenza al missaggio
- Tom Coyne – mastering
- Aya Merrill – mastering

## Uso in altri media
Il brano è stato usato nella colonna sonora della serie televisiva Insecure, in onda su HBO.

## Successo commerciale
Die for You è inizialmente entrato nella Billboard Hot 100 statunitense al 43º posto nella settimana successiva alla pubblicazione di Starboy nel dicembre 2016. In seguito alla pubblicazione del video nel novembre 2021 ha riacquisito popolarità grazie alla piattaforma TikTok, rientrando così nella Hot 100 dove ha varcato per la prima volta la top 40 nell'ottobre 2022 grazie a 8,1 milioni di stream, 9,5 milioni di audience radiofonica e 500 download digitali. Nella pubblicazione del 14 gennaio 2023 ha raggiunto l'8º posto grazie a 67,3 milioni di ascolti radiofonici e 9,9 milioni di stream, divenendo il sedicesimo singolo da top 10 per l'interprete. In seguito alla pubblicazione del remix in collaborazione con Ariana Grande, il brano è salito alla vetta della Hot 100 nella pubblicazione dell'11 marzo 2023 grazie a 81,1 milioni di ascolti radiofonici, 32,4 milioni di stream e 14 000 download digitali, divenendo il secondo singolo al numero uno per il duo e in generale il settimo per entrambi gli artisti.

## Classifiche

### Classifiche settimanali
| Classifiche (2016-23) | Posizione massima |
| --------------------- | ----------------- |
| Australia             | 3                 |
| Austria               | 7                 |
| Belgio (Fiandre)      | 42                |
| Belgio (Vallonia)     | 40                |
| Bolivia               | 25                |
| Brasile               | 25                |
| Canada                | 2                 |
| Corea del Sud         | 179               |
| Costa Rica            | 20                |
| Croazia               | 13                |
| Danimarca             | 3                 |
| Emirati Arabi Uniti   | 18                |
| Filippine             | 1                 |
| Francia               | 20                |
| Germania              | 10                |
| Grecia                | 3                 |
| Hong Kong             | 13                |
| India                 | 2                 |
| Indonesia             | 3                 |
| Irlanda               | 3                 |
| Islanda               | 13                |
| Israele               | 35                |
| Italia                | 31                |
| Lettonia              | 4                 |
| Lituania              | 4                 |
| Lussemburgo           | 2                 |
| Malaysia              | 1                 |
| Medio Oriente         | 3                 |
| Messico               | 18                |
| Norvegia              | 6                 |
| Nuova Zelanda         | 2                 |
| Paesi Bassi           | 6                 |
| Panama                | 25                |
| Paraguay              | 77                |
| Polonia               | 11                |
| Portogallo            | 1                 |
| Regno Unito           | 3                 |
| Repubblica Ceca       | 13                |
| Singapore             | 1                 |
| Slovacchia            | 9                 |
| Spagna                | 53                |
| Stati Uniti           | 1                 |
| Svezia                | 8                 |
| Svizzera              | 4                 |
| Taiwan                | 13                |
| Ungheria              | 10                |
| Vietnam               | 1                 |

### Classifiche di fine anno
| Classifica (2022) | Posizione |
| ----------------- | --------- |
| Vietnam           | 96        |
| Classifica (2023) | Posizione |
| Australia         | 6         |
| Canada            | 11        |
| Danimarca         | 31        |
| Francia           | 53        |
| Islanda           | 16        |
| Italia            | 97        |
| Paesi Bassi       | 24        |
| Polonia           | 66        |
| Portogallo        | 10        |
| Regno Unito       | 17        |
| Stati Uniti       | 7         |
| Svezia            | 42        |
| Svizzera          | 55        |
| Classifica (2024) | Posizione |
| Filippine         | 49        |
| Portogallo        | 111       |